# Dark Matters
Dark Matters är det nionde studioalbumet av den finländska rockgruppen The Rasmus, utgivet den 6 oktober 2017 på Playground Music. Albumet, som är bandets första på fem år, är huvudsakligen inspelat i Stockholm med The Family som producent. "Paradise" gavs ut som första singel den 31 mars 2017.
De första datumen för turnén Dark Matters Tour presenterades på bandets Facebook-sida den 31 mars, med 12 konserter i Europa.

## Bakgrund
Bandet tillkännagav först att albumet skulle släppas den 22 september 2017 innan utgivningsdatumet ändrades till den 6 oktober 2017. Det gavs ut av Playground Music, som var bandets skivbolag 2001–2011. Sångaren Lauri Ylönen har kommenterat att "Tanken bakom de nya låtarna var att göra den sorts musik som vi själva skulle vilja höra. Vi har inte glömt bort Nordens melankoli, men därutöver har våra nya låtar ett stort antal influenser. Dark Matters är som en berg-och-dalbana med många olika teman och personliga känslor."
En musikvideo till "Wonderman" regisserades av Jesse Haaja och hade premiär på Youtube den 26 september 2017.

## Lansering
Albumet släpptes i formaten digital nedladdning, CD, vanlig vinyl samt transparent vinyl. Därtill lanserades en limited edition-box med albumet i CD-format (med bonusspåret "Supernova") tillsammans med diverse merchandise.

## Mottagande
Jesper Robild på Gaffa gav Dark Matters betyget två av fem och skrev att "Bandet är faktiskt rätt bra på att göra Summerburst-pop, men mötet med distade gitarrer blir bara skevt."

## Låtlista
| Nr  | Titel                 | Kompositör                                                      | Längd |
| --- | --------------------- | --------------------------------------------------------------- | ----- |
| 1.  | Paradise              | Lauri Ylönen, Pauli Rantasalmi, Joy Deb, Linnea Deb, Anton Hård | 3:29  |
| 2.  | Something in the Dark | Ylönen, Rantasalmi, Ryan Marshall                               | 3:30  |
| 3.  | Wonderman             | Ylönen, Rantasalmi, Carl Restivo                                | 3:24  |
| 4.  | Nothing               | Ylönen, Rantasalmi, J. Deb, L. Deb, Hård                        | 3:42  |
| 5.  | Empire                | Ylönen, Rantasalmi, J. Deb, L. Deb, Hård                        | 3:31  |
| 6.  | Crystalline           | Ylönen, Rantasalmi, J. Deb, L. Deb, Hård                        | 3:14  |
| 7.  | Black Days            | Ylönen, J. Deb, L. Deb, Hård                                    | 3:38  |
| 8.  | Silver Night          | Ylönen, Rantasalmi, J. Deb, L. Deb, Hård                        | 3:57  |
| 9.  | Delirium              | Ylönen, Rantasalmi, J. Deb, L. Deb, Hård                        | 3:20  |
| 10. | Dragons Into Dreams   | Ylönen, Rantasalmi, Robin Lerner                                | 3:34  |

| 11. | Supernova | Ylönen, J. Deb, L. Deb, Hård | 3:21 |

## Medverkande
The Rasmus
- Lauri Ylönen – sång
- Eero Heinonen – bas
- Pauli Rantasalmi – gitarr
- Aki Hakala – trummor

Produktion
- Jonathan Bean – fotografi
- Staffan Birkedal – assisterande ljudmix
- The Family – ljudmix, programmering, produktion (alla spår utom "Wonderman", Northbound Stockholm)
- Anders Hvenare – ljudmix
- Jonas W. Karlsson – ytterligare programmering ("Wonderman")
- Mohave Media – fotografi (omslag)
- Nino Laurenne – produktion ("Wonderman", Sonic Pump Studios)
- Anders Pantzer – assisterande ljudmix
- Claes Persson – mastering (CRP Recordings)
- The Rasmus – produktion ("Wonderman", Sonic Pump Studios)
- Anders Thessing – fotografi
- Wickholm Formavd – design

Information från albumets häfte.

## Listplaceringar
| Lista (2017)                        | Högsta position |
| ----------------------------------- | --------------- |
| Finland (Finlands officiella lista) | 7               |
| Schweiz (Schweizer Hitparade)       | 52              |
| Tyskland (GfK Entertainment Charts) | 61              |
| Österrike (Ö3 Austria Top 40)       | 47              |